# Премия Стеллы
Премия Стеллы (англ. The TRUE Stella Awards) — антипремия, присуждавшаяся в 2002—2007 гг. за самый нелепый судебный иск в США.
Названа она в честь 79-летней Стеллы Либек, которая в 1992 году, находясь в качестве пассажира в стоящем на месте автомобиле своего внука, пролила на себя горячий кофе из одного из ресторанов «Макдоналдс», после чего получила ожоги третьей степени 6% кожного покрова. Либек пыталась договориться с «Макдоналдсом» о компенсации затрат на лечение в $20 000, максимальным ответным предложением «Макдоналдса» были $800. После этого Либек подала в суд. 18 августа 1994 года присяжные вынесли вердикт о разделении вины в пропорции 80 % за «Макдоналдсом» и 20 % за Либек, назначив $160 000 компенсации за лечение и дополнительную штрафную компенсацию (обычно присуждается за намеренный вред либо безрассудное пренебрежение опасностью для жизни и здоровья) в размере 2,7 миллиона долларов. Судья снизил сумму дополнительной компенсации до $480 000. История получила широкое освещение в СМИ и поп-культуре, где Либек часто выставляли в негативном свете, а подробности дела опускались и искажались.
Одной из целей премии является отделение вымышленных историй о событиях этого рода от произошедших в действительности. Дело в том, что до появления «Настоящей Премии Стеллы» (англ. The TRUE Stella Awards) в рассылках по электронной почте под названием «Премия Стеллы» (англ. Stella Awards) распространялись городские легенды. Однако, несмотря на то, что есть много реальных примеров нелепых исков, распространение городских легенд продолжается.
Последняя премия Стеллы присуждена в 2007 году. В 2012 году автор премии Рэнди Кэссингэм объявил о том, что её выдача прекращена.

## Победители
- 2002. Сёстры Берд — Дженис, Дэйл и Ким — за иск о причинении им эмоционального расстройства из-за того, что они были вынуждены находиться рядом с их матерью, привезённой в больницу для прохождения незначительной медицинской процедуры, во время срочной операции, когда что-то пошло не так. Сёстры не заявляли о причинении страдания матери, но добивались компенсации за причинение страдания им при реализации права больного на присутствие членов семьи в чрезвычайных ситуациях[5].
- 2003. город Мадера и Марси Норьега — за иск к компании-производителю электрошокеров за то, что Марси Норьега, будучи сотрудником полиции, при задержании преступника перепутала электрошокер с пистолетом и вместо электрического разряда пустила в грудь мужчине пулю, убив того мгновенно. Марси утверждала, что «любой разумный сотрудник полиции» мог ошибиться так же, как и она[6].
- 2004. Мэри Убауди — за иск к компании «Мазда Моторс» на 150 тысяч долларов за то, что компания не укомплектовала автомобиль инструкцией по применению ремня безопасности, что привело к аварии[7].
- 2005. Кристофер Роллер — за иск к иллюзионистам Дэвиду Блейну и Дэвиду Копперфильду. Истец, считающий себя Богом, обвинил иллюзионистов в том, что в своих фокусах они игнорируют законы физики, а значит, используют божественную силу; следовательно — нарушают его авторские права[8].
- 2006. Аллен Рэй Хеккард — за иск к Майклу Джордану и компании «Найк». Несмотря на то, что Хеккард на 3 дюйма ниже, на 25 фунтов легче и на 8 лет старше известного баскетболиста, он говорит, что его часто путают с Джорданом. И поэтому он заслуживает 52 миллиона долларов «за клевету и постоянные травмы» и 364 миллиона «для возмещения эмоциональной боли и страданий». Такой же иск был выдвинут против основателя Nike Фила Найта и общая сумма составила 832 миллиона долларов. Он отказался от иска после переговоров с юристами Nike, которые пригрозили выдвинуть ответный иск[9].
- 2007. Рой Л. Персон-младший — судья из Вашингтона — подал иск на владельцев химчистки за то, что там потерялись его штаны. Свои штаны судья Персон оценил более чем в 65 миллионов долларов. Верховный суд отклонил иск Персона и обязал возместить убытки владельцам химчистки. Однако Персон, который уже не работает судьёй, всё ещё пытается обжаловать решение[10].